# Antonino Tringali Casanuova
Antonino Tringali Casanuova (Cecina, 11 aprile 1888 – Cremona, 1º novembre 1943) è stato un giurista e politico italiano. Durante il Regime fascista fu presidente del Tribunale speciale per la difesa dello Stato e, in quanto tale, membro di diritto del Gran consiglio del fascismo. Fu poi Ministro di Grazia e Giustizia della Repubblica Sociale Italiana. Spesso viene citato (anche in documenti ufficiali) come Tringali Casanova.

## Biografia
Di origini aristocratiche, partecipò alla prima guerra mondiale come capitano dei Lupi di Toscana, ferito ottenne la medaglia di bronzo al valor militare. Laureato in giurisprudenza, aderì al fascismo fin dalla sua fondazione e capeggiò lo squadrismo nella zona di Volterra. Partecipò alla Marcia su Roma e dal 1922 fu per dieci anni sindaco e poi podestà di Castagneto Carducci. Nel 1927 venne nominato giudice del Tribunale speciale di cui fu poi vicepresidente (1928-1932) e infine presidente (1932-1943), diventando, in quest'ultima veste, membro di diritto del Gran consiglio del fascismo. Fedelissimo di Mussolini, durante l'ultima seduta del Gran consiglio del 25 luglio 1943 espresse un voto contrario all'Ordine del giorno Grandi, minacciando nel dibattito i firmatari di quest'ultimo.
Dopo l'8 settembre, aderì alla Repubblica Sociale Italiana e nel settembre del 1943 venne nominato Ministro di Grazia e Giustizia. Morì poco dopo il suo insediamento per un attacco di angina pectoris, e il suo posto venne preso da Piero Pisenti.
Il nome di Tringali Casanuova figura nell'elenco CROWCASS (Central Registry of War Criminals and Security Suspects) (1947), compilato dagli Alleati anglo-americani, delle persone ricercate dalla Jugoslavia per crimini di guerra.

## Nella cultura di massa
- Nella serie tv del 2024 La lunga notte - La caduta del Duce Antonino Tringali Casanuova è interpretato da Maurizio Fanin.